# Shikahogh
Shikahogh là một đô thị thuộc tỉnh Syunik, Armenia. Dân số ước tính năm 2011 là 133 người.